# Белгийска овчарка Лакеноа
Белгийска овчарка Лакеноа (или Лакенуа) е порода кучета, понякога считана за разновидност на Белгийската овчарка, заедно с Грьонендал, Малиноа и Тервьорен. Международната федерация по кинология признава породата за един от приемливите варианти на Белгийската овчарка.

## Външен вид
Както всички Белгийски овчарки, Лакеноа е средноголямо, трудолюбиво овчарско куче с квадратна пропорция и заострени триъгълни уши. Лакеноа се разпознава по своята вълниста бяло-кафява козина, която изглежда като туидова материя. Стандартите на повечето киноложки организации позволяват и черни оттенъци, основно по муцуната (маска) и опашката.

## История
Лакеноа се появява като овчарско куче в кралския дворец Лакен, днес в границите на столицата на Белгия – Брюксел. Счита се едновременно за най-старата и най-рядката разновидност на Белгийската овчарка. До началото на XX век вече са получени четири разновидности на Белгийската овчарка, но реално има само три гена, определящи различия в козината, които ги различават.

## Дейности
Лакеноа се представя добре на аджилити, обща дресировка, кучешки изложения, флайбол, следване на диря и овчарско състезание. Овчарските инстинкти могат да се проверят на несъстезателни проверки. Инстинктите могат да се тренират достатъчно добре и за овчарско състезание.